# Rozbiórka kościoła świętej Klary i klasztoru Bernardynek w Warszawie
Rozbiórka kościoła świętej Klary i klasztoru Bernardynek w Warszawie – obraz olejny namalowany przez polskiego malarza Wincentego Kasprzyckiego w 1843 roku.
Obraz przedstawia moment rozbiórki kościoła świętej Klary i klasztoru Bernardynek na placu Zamkowym w Warszawie.
Obraz znajduje się w zbiorach Muzeum Narodowego w Warszawie.